# 蘇澳臨港線
蘇澳臨港線是由臺灣鐵路管理局經營的鐵路貨運支線，又稱蘇澳港線；蘇澳臨港線業務以貨運為主，為配合當時十大建設之一的蘇澳港興建。
由於蘇澳港貨運量不高，此線完成後利用率極低，現今路線僅偶爾使用至蘇澳機務分駐所（蘇澳扇形轉車台）進行調度；蘇澳機務分駐所之後的軌道於民國92年（2003年）廢線停用而湮沒於荒煙漫草中及遭拆除（如蘇港路及移山路平交道已拆除，蘇東隧道已改建為自行車道及用地已被綺麗珊瑚使用）。

## 路線資料
- 經營管轄：臺灣鐵路管理局
- 路線距離：蘇澳＝蘇澳機務分駐所（蘇澳扇形轉車台）≠蘇澳港區（以上公里數不詳）
- 軌距：1,067 毫米
- 車站數：1（含起訖車站；2003年）
- 雙線區間：無
- 電化區間：蘇澳＝蘇澳機務分駐所（蘇澳扇形轉車台）為電氣化[8]。
- 路線沿革：蘇澳＝中正路平交道＝白米鐵路橋＝蘇澳機務分駐所（蘇澳扇形轉車台，現今路線終點）≠蘇港路平交道（已廢止，並拆除）≠蘇東隧道（已廢止，並改建為自行車道[9]）≠移山路平交道（已廢止，並拆除）≠蘇澳港區（已廢止，並拆除）。

## 運行形態
- 不詳，目前僅知現今路線僅偶爾使用至蘇澳機務分駐所（蘇澳扇形轉車台）進行調度[10]及為現今路線終點，蘇港路平交道以後之路段已拆除[11]。

## 使用車輛
- 不詳

## 車站一覽
| 車站名稱 （國音電碼） | 漢語拼音   | 營業里程 （蘇澳站起） | 續接／交會路線及備註                                                                                                 | 所在地        |
| --------------------- | ---------- | --------------------- | --- | ------------- |
| 蘇澳 （ㄙㄠ）         | Su'ao      | 0.0                   | 宜蘭線起訖點 | 宜蘭縣 蘇澳鎮 |
| 蘇澳機務分駐所        |            | 不詳                  | 蘇澳扇形轉車台所在地，路線終點。                                                                                     | 宜蘭縣 蘇澳鎮 |
| 蘇澳港區              | Su'ao Port | 不詳                  | 因位於港區而一般遊客無法到達，站場共七股道配置，路線終端至第四露置場（南方澳大橋旁），另有側線分岔往北至第一露置場。 | 宜蘭縣 蘇澳鎮 |

## 外部連結
- 臨港線 悠遊台灣鐵道 （页面存档备份，存于）
- 交通部臺灣鐵路管理局（页面存档备份，存于）

## 來源
1. ↑  . 悠遊台灣鐵道.   [2020-09-15]. （原始内容存档于2018-02-25）.
2. ↑  戴震宇. . 遠足文化. 2011-05-26. ISBN 9789866731679.
3. ↑  張聖奕. . 台灣新生報. 2011-06-13.
4. ↑  陳木隆. . 台灣好新聞. 2017-04-28  [2023-11-06]. （原始内容存档于2023-11-06）.
5. ↑  江志雄. . 自由時報. 2021-10-29  [2021-10-29]. （原始内容存档于2023-09-07）.
6. ↑  張議晨. . 聯合報. 2021-02-18  [2021-03-22]. （原始内容存档于2021-09-02）.
7. ↑  . 地方賊 The thief of places. 2019-09-23  [2020-09-15]. （原始内容存档于2021-01-21）.
8. ↑  . 悠遊台灣鐵道.   [2023-09-07]. （原始内容存档于2023-05-05）.
9. ↑  . ETtoday. 2022-07-24  [2023-06-16]. （原始内容存档于2023-06-16）.
10. ↑  . 台灣鐵道路透社FaceBook粉絲專頁. 2020-12-26  [2020-12-26].
11. ↑  江志雄. . 自由時報. 2021-08-10  [2021-08-12]. （原始内容存档于2021-08-12）.
12. ↑  . 台灣驛站之旅.   [2021-09-02]. （原始内容存档于2021-09-02）.
13. ↑  . 臺灣港務股份有限公司基隆港務分公司蘇澳港營運處.   [2021-09-02]. （原始内容存档于2021-09-02）.
14. ↑   (PDF). 臺灣港務股份有限公司基隆港務分公司蘇澳港營運處.   [2021-09-03]. （原始内容存档 (PDF)于2021-09-03）.